# Jiří Matys
Jiří Matys (født 27. oktober 1927 i Bakov, Studnice i Tjekkoslovakiet , død den 10. oktober 2016) var en tjekkoslovakisk komponist, professor, lærer og organist.
Matys studerede orgel på Musikkonservatoriet i Brno og senere komposition på Janacek Musikkonservatorium hos Jaroslav Kvapil. Han skrev symfoniske digtninge, orkesterværker, kammermusik, koncerter, syv strygekvartetter, solostykker for mange instrumenter etc. Han var professor og lærer i komposition på Musikkonservatoriet i Brno (1969-1977).

## Udvalgte værker
- Preludium og variation (1970) - for baryton og accordion
- Symfonisk overture (1976) - for orkester
- Orechov Rondino - (1993) for trompet og klaver
- Skitser (2009) - for 2 violiner